# Herendi vasúti baleset (1969)
A herendi vasúti baleset 1969. január 31-én 7 óra 57 perckor történt Herend vasútállomásán.
7.57 órakor Herend állomáson, a IV. sz. vágányon álló 1866/a. sz. katonai szerelvénybe, melyet az 520 054. sz. gőzmozdony továbbított, beleütközött az M40 dízelmozdony által vontatott 217. sz. gyorsvonat. A katonai szerelvényen 8 fő és a vonatvezető azonnal meghalt, 28 katona súlyos és életveszélyes sérüléseket szenvedett, 16 fő könnyebben sérült meg.
A gyorsvonaton öt fő súlyos sérüléseket szenvedett, 17 ember könnyebben megsérült. A gyorsvonat mozdony- és vonatvezetője súlyos, a jegyvizsgálók könnyebb sérüléseket szenvedtek.

## A baleset okai
Az állomás IV. sz. vágányán kijárásra várakozott az 520 054. sz. gőzmozdonnyal továbbított katonai szerelvény, amelyet Lenti Gépesített Lövészezred (MN 6783) rendelt meg. A mozdony utáni első kocsi egy figyelőfékes "B" gyorsvonati kocsi volt, majd ezt követte két Gub fedett teherkocsi és 1 db hattengelyes harckocsiszállító vagon.
A gyorsvonat vonat- és mozdonyvezetője kb. 60 méterre a váltótól észlelte annak helytelen állását, a mozdonyvezető gyorsfékezést alkalmazott, és kb. 70 km/óra sebességgel ütköztek a katonavonat végébe.
A balesetet hibás váltóállítás okozta.

## A baleset büntetőjogi következményei
A bíróság a szolgálatban lévő egyik váltóőrt 8, váltóőrtársát 3 évi letöltendő szabadságvesztésre ítélte nem jogerősen. A Veszprém Megyei Bíróság által megállapított büntetési tételeket a Legfelsőbb Bíróság 1969. október 28-án kelt ítéletében helybenhagyta.

## A mozdonyok sorsa a baleset után
Az 520.045 pályaszámú gőzmozdonyt 1969. augusztus 15-én leselejtezték. Az M40 217 pályaszámú mozdonyt a Ganz–MÁVAG kísérleti jelleggel 1800 LE teljesítményű főgépcsoporttal tervezte helyre állítani, de mivel erre nem volt lehetősége, ezért az Északi Járműjavító építette újjá új főkeret felhasználásával.

## További információ
- Vincze Miklós: Lentiben bújik meg az ország legérdekesebb katonai emlékműve